# Wo Sarazen
Wo Sarazen (geboren am 8. August 1923 in Hof als Werner Maria Baumann; gestorben am 27. März 2020 in Bayreuth) war ein in Bayreuth lebender deutscher Künstler.

## Leben
Seine ersten vier Lebensjahre verbrachte Baumann in Edlendorf bei Helmbrechts. Dort überlebte er unverletzt einen Unfall, bei dem ihn zwei wildgewordene Pferde samt Fuhrwerk überrannten. Bald darauf zog er mit seinen Eltern nach Bayreuth. Seine Mutter verstarb früh.
Im Zweiten Weltkrieg kam er 1944 als Soldat nach El-Alamein in Ägypten und weiter bis 90 Kilometer vor Kairo. Seinen späteren Künstlernamen leitete er von den einst dort lebenden Sarazenen ab. Am 14. Mai 1944 wurde er in Italien durch ein Geschoss am Bein verletzt.
Nach dem Krieg arbeitete er u. a. als Hausierer, Gärtner und Geschäftsführer in einem Varieté. 1949 bekam er einen Dichterpreis. Auf den Wunsch seines Vaters unterzog er sich in Ansbach einer Eignungsprüfung als Polizist und wurde als ungeeignet abgelehnt. Er wurde Buchhändler, gründete einen Verlag und brachte 1951 einen ersten Bayreuther Bildband heraus. 1964 eröffnete er ein Antiquitätengeschäft und 1976 mit seiner zweiten Frau unter deren Mädchennamen das Kunstauktionshaus Waltraud Boltz.
Wo Sarazen, der sich selbst als weltberühmt bezeichnete, sagte über sich: „Es gibt keine Außerirdischen. Ich bin ein Außerirdischer.“ Er verstarb im Alter von 96 Jahren in der Zeit der COVID-19-Pandemie und wurde in aller Stille beigesetzt.

## Werk
Im Bayreuther Stadtteil Sankt Georgen existieren umfangreiche stollenartige Kellergewölbe, die von den früher dort ansässigen Brauern im 18. und 19. Jahrhundert zur Lagerung des untergärigen Biers in den Burgsandstein gegraben wurden. In einem Teil dieser Stollenanlage hatte Wo Sarazen sein „Kellerkunstmuseum“ eingerichtet, in dem er eigene Werke ausstellte. Beim Kellerkunstmuseum handelt es sich folglich weniger um ein Museum im herkömmlichen Sinn als vielmehr um eine Art Galerie.
Eröffnet wurde diese „Grotte des Zauberers“, die der Künstler als „ein Geisterreich“ bezeichnete, am 8. August 1991. Begehbar ist sie von seinem „Haus der Kunst und der Begegnung“ in der Brandenburger Straße aus. Die weitverzweigten unterirdischen Gänge sind über mehrere Stockwerke verteilt. Während eines Besuchs war es möglich, dass der Künstler selbst Teil einer Performance wurde. Die ausgestellten Objekte tragen teilweise skurril anmutende Namen wie Jungfrau mit drei Buchstaben im Kopf oder Einsteins Hirn.
Anlässlich der Vorarbeiten für ein Popkonzert Michael Jacksons im Stadion der Stadt äußerte Wo Sarazen „Fluchtwege führen immer in die Sackgasse“ und schuf aus diesem Anlass ein Objekt mit dem Titel Fluchtwege. Zahlreiche mit scharfen Glasscherben markierte Wege führen in eine Mausefalle aus Draht. Das erklärte Ziel Bayreuths, der Open-Air-Veranstaltungsort in Nordbayern schlechthin zu werden, nannte er in diesem Zusammenhang einen „Verrat an Richard Wagner“.
Zu seinem Kellerkunstmuseum äußerte sich Wo Sarazen wie folgt: „Im Gegensatz zu anderen Museen wird bei uns das Inventar weder gehegt noch gepflegt. Dem natürlichen Verfall – begünstigt durch die Feuchtigkeit der Gewölbe – wird in keiner Weise Einhalt geboten.“ Zu seinen Objekten sagte er: „Es sind vielfach esoterische Rätsel. ... Wer sie ergründen will, muss tief in sich hineinhorchen.“
Im Haus ist ein Spielzeugmuseum untergebracht, ferner befindet sich dort ein Konzertsaal mit einem Bösendorfer-Konzertflügel. Dort werden während der Bayreuther Festspiele Liederabende und Jazz- und Klavierkonzerte mit namhaften Künstlern veranstaltet. Im „Cabinet de fleurs“ finden im kleinen Kreis Dichterlesungen und Diskussionsabende statt.
Das Gebäude wird zudem von seiner Frau als Kunstauktionshaus genutzt. Anlässlich der Versteigerung von Stofftieren „Schmusetiere unterm Hammer“ brachte Wo Sarazen im Mai 1992 einen ausgewachsenen Grizzlybären ohne Maulkorb in den Saal und regte an, in Bayreuth einen Weltkongress der Teddybärensammler zu organisieren.
Jahrzehntelang provozierte und verblüffte er mit seiner überbordenden Fantasie, seinen skurrilen Einfällen und seinen verstörenden Aktionen seine Mitbürger. Er konfrontierte sie mit seinem Verrottungsmuseum, inszenierte sich als Außerirdischer oder als Pharao in einem Sarg. Über seinen Wohnort äußerte Wo Sarazen 2009 in einem Interview: „Bayreuth ist für mich der traurigste und unmöglichste Ort der Welt, weil Wagner für alle Zeit die kreativen Kräfte aufgesogen und abgezogen hat.“

## Auszeichnungen
- 2006 Kulturpreis der Stadt Bayreuth – das Preisgeld in Höhe von 2500 Euro nahm er nicht an[4]